# Harald Diem
Harald Diem (* 8. August 1913 in Stuttgart; † 28. November 1941 bei Orjol) war ein deutscher evangelischer Theologe.

## Leben
Diem war ein Sohn des Küfermeisters Carl Diem und dessen Frau Martha geb. Schickler. Sein älterer Bruder Hermann Diem wurde ebenfalls Pfarrer und Theologe.
Diem besuchte das Eberhard-Ludwigs-Gymnasiums in Stuttgart und von 1927 bis 1931 die Seminare in Maulbronn und Blaubeuren. Anschließend studierte er Evangelische Theologie in Tübingen (als Stipendiat im Evangelischen Stift) und an der Universität Bonn, wo Karl Barth sein Lehrer war. Unter seinem Einfluss schloss Diem sich der Bekennenden Kirche an. Nach dem Ersten Theologischen Examen im Frühjahr 1935 leistete er sein Vikariat in Baiersbronn, Freudenstadt und Ludwigsburg ab. 1938 wurde er aufgrund einer von Hanns Rückert betreuten Dissertation über Gesetz und Evangelium in Luthers Lehre von den zwei Reichen, untersucht von seinem Verständnis der Bergpredigt aus in Tübingen zum Dr. theol. promoviert. Mit dieser Untersuchung prägte er den Begriff Zwei-Reiche-Lehre. Im September 1938 wurde Diem Pfarrverweser und später Pfarrer in Talheim in der Nähe von Tübingen.
Diem wurde Anfang 1940 zum Kriegsdienst einberufen. Er fiel im Herbst 1941 mit 28 Jahren während der Schlacht um Moskau. Er war verheiratet mit Katharina Diem geb. Weinel (1913–2004), später verheiratete Franz.

## Veröffentlichungen
- Augustins Interesse an der Prädestinationslehre. In: Ernst Wolf (Hrsg.): Theologische Aufsätze. Karl Barth zum 50. Geburtstag. Kaiser, München 1936, S. 362–381.
- Das Alte Testament als Buch der Kirche. Gemeindevortrag. Quell-Verlag, Stuttgart 1937.
- Luthers Lehre von den zwei Reichen untersucht von seinem Verständnis der Bergpredigt aus. Ein Beitrag zum Problem: "Gesetz und Evangelium" (= Evangelische Theologie, Beihefte, Bd. 5). Kaiser, München 1938 (Dissertation Universität Tübingen) (erneut veröffentlicht in: Johannes Haun/Hrsg.: Die Zwei-Reiche-Lehre Luthers. Kaiser, München 1973, S. 1–173, ISBN 3-459-00864-4).
- Das eschatologische Problem in der gegenwärtigen Theologie. In: Theologische Rundschau, N.F., Bd. 11 (1939), S. 228–246.